# 4978 Seitz
4978 Seitz (4069 T-2) là một tiểu hành tinh vành đai chính from vành đai tiểu hành tinh. Nó được phát hiện ngày 29 tháng 9 năm 1973 bởi Cornelis Johannes van Houten, Ingrid van Houten-Groeneveld và Tom Gehrels ở Đài thiên văn Palomar.

## Reference
1. ↑  JPL Small-Body Database Browser ngày 4978 Seitz
2. ↑  AstDys-2 ngày 4978 Seitz